# Chinnamalpur
Chinnamalpur és una muntanya dels Ghats Occidentals, a Andhra Pradesh a 18° 40′ N, 84° 06′ E / 18.667°N,84.100°E.
Està situada a 2 km del Parla Kimedi i de la carretera de Chicacole. La seva altura és de poc més de 500 metres. La seva fama deriva del fet que fou escollida com una de les estacions del Servei de Gran Trigonometria de l'Índia.